# Juan de Espinosa (Komponist)
Juan de Espinosa (* Ende 15. Jahrhundert in Toledo; † 16. Jahrhundert) war ein spanischer Musiktheoretiker und Komponist der Renaissance.

## Leben und Werk
Juan de Espinosa arbeitete in Diensten der Erzbischöfe Pedro González de Mendoza, Erzbischof von Toledo, und Diego Hurtado de Mendoza, Erzbischof von Sevilla. Um 1520 wirkte er in Toledo, obwohl er als in Burgos tätiger Kanoniker erwähnt wird. Er nahm an dem lang anhaltenden Musikdisput mit Gonzalo Martínez de Bizcargui, dem damaligen Kapellmeister der Kathedrale von Burgos, teil. In diesem Disput vertrat er für die Zeit ausgesprochen konservative Positionen.
Er veröffentlichte drei Musiktraktate. (1) Retractaciones de los errores y falsedades que escribió Gonzalo Martínez de Bizcargui en su Arte de canto llano (Toledo 1514, Traktat über die Fehler und Unwahrheiten, die Gonzalo Martínez de Bizcargui in seiner Kunst des Kirchengesangs schrieb), (2) Tractado de principios de música práctica e theórica sin dexar ninguna cosa atrás (Toledo 1520, Traktat der Prinzipien der praktischen und theoretischen Musik) und (3) den Tractado breve de principios de canto llano (Toledo 1520, Kurzer Traktat über die Prinzipien des Kirchengesangs).
Drei Villancicos aus dem Cancionero Musical de Palacio können  Juan de Espinosa zugeschrieben werden.